# Eygenlandrecht

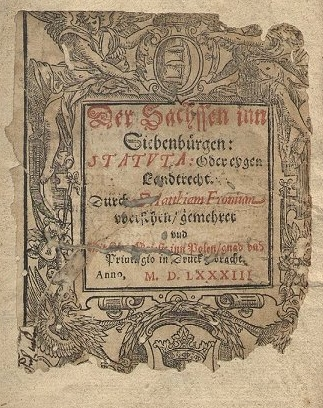
Matthias Fronius, Der Sachssen inn Siebenbürgen statuta Brașov, 1583.

Los Statuta o  Eygenlandrecht de los sajones de Transilvania es una colección codificada del antiguo derecho consuetudinario alemán en la recepción del derecho romano. Se aplicó a los residentes del Königsboden en Transilvania. Hasta la introducción del Código Civil General Austríaco de 1811, que se introdujo en todos los países alemanes de la monarquía austríaca, el Eygenlandrecht permaneció en vigor. Representa la parte más importante de la historia jurídica de los sajones de Transilvania. Matthias Fronius de Brașov (Kronstadt) publicó la primera edición en alemán y latín en 1583. 

## Bases jurídicas
La validez jurídica de la ley de Eygenland se basó en tres factores:
- Los privilegios de la Bula de Oro de 1224.
- Confirmación por el rey Esteban Báthory desde 1583[1]
- Varios documentos legales estatales posteriores, cuya validez que los sajones de Transilvania reconocieron y confirmaron repetidamente.

Por lo tanto, el estatus legal de los sajones de Transilvania surgió en parte del derecho consuetudinario heredado, que no estaba sistemáticamente estructurado en contenido y forma, pero que la nación sajona lo valoraba particularmente como correspondiente a las necesidades locales. También hay fuertes referencias al derecho romano. Además, se incluyen los estatutos de la ley de la ciudad de Magdeburgo, así como secciones generales y sentencias del Sachsenspiegel. 
La “ley imperial” sirvió como fuente secundaria de derecho para casos no regulados en detalle en la Carta. (Quicquid autem his legibus specialiter non est expressum, id veterum legum Constitutionumque regulis, imperatorio iure comprehensis, omnes relictum intellegant).

## Período
El código estatutario fue válido durante casi tres siglos en todas las relaciones legales y sociales para los residentes del fundo regio. Reguló todos los asuntos procesales, privados y penales de los sajones de Transilvania, pero también de las otras naciones, si vivían en el Königsboden. La ley penal estatutaria se aplicó hasta 1803. El derecho privado legal estuvo en uso hasta 1853 cuando fue reemplazado por la legislación austríaca. 